# 李起鵬
李 起鵬（イ・ギブン、이기붕、1896年12月20日 - 1960年4月28日）は、大韓民国の政治家。本貫は全州李氏。号は「晩松」（マンソン、만송）。

## 来歴
漢城出身。延喜専門学校（現：延世大学校）を中退して、宣教師の通訳になって渡米し、アメリカアイオワ州のデイバー大学（現・アイオワ大学）を卒業。卒業後、ニューヨークで許政などと共に『三一新報』の発刊に参加した。
1934年に帰国して、1945年に米軍政庁軍政裁判長の通訳を務め、後に初代大韓民国大統領になる李承晩の秘書として政界入りし、1948年には大統領秘書室長、1949年にはソウル特別市長に就任した。1951年の国民防衛軍事件で申性模国防部長官が解任されると、国防部長官になった。同年に自由党を創党して、1954年には四捨五入改憲を主導する程権力を握る様になり、この頃から彼の邸宅は「西大門景武台」とまで揶揄される様になった。
1960年に、不正選挙を通じて副大統領に当選したが、四月革命で失脚し、景武台（現：青瓦台）に身を避けたが、長男の李康石（陸軍将校で李承晩の養子になっていた）の手によって、朴瑪利亜夫人や次男（李康旭）とともに射殺された（長男も自決した）。李起鵬一家の邸宅は、一家無理心中後に政府に還収され、跡地に「4·19革命記念図書館」が建設された。
なお、1950年代初頭に大韓体育会長、大韓オリンピック委員会委員長、国際オリンピック委員会委員、仁荷工科大学理事長を務めたこともある。